# Vörös Edit
Vörös Edit (Budapest, 1983. június 17. –) magyar színésznő, énekesnő.

## Életpályája
1989-1997 között a József Attila Általános Iskola zene tagozatán tanult. 1997-1998 között a Csepeli Textil és Vendéglátóipari Szakközépiskola- felszolgáló szakán tanult, majd tanulmányait a Kardos István Általános és Szakközépiskola közgazdasági szakán folytatta. 2002-2003 között itt egy reklám- és marketing ügyintézői képesítést is szerzett. 
2004-2007 között az ETŰD Zenei Konzervatórium – jazzének szakos tanulója volt. 2006-ban színész II. fokozatot szerzett. 2008-tól a Budapesti Operettszínház akadémiájának tanulója lett. 2020-tól szerepel a Rátonyi Róbert Színház előadásaiban is.
1998-ban a Sziget Színház alapító tagja volt. Rendszeresen szerepelt a Budapesti Operettszínház előadásaiban, mellette vállalt vendégszerepléseket is.

## Fontosabb színházi szerepei
- Mágnás Miska (Rolla, Marcsa)
- Csárdáskirálynő (Szilvia, Stázi)
- Marica grófnő (Liza, Marica, Cigányasszony)
- Viktória (Viktória)
- A víg özvegy (Glavári Hanna)
- Sybill (Sybill)
- Leányvásár (Lucy)
- Cirkuszhercegnő (Fedora)
- Hyppolit a lakáj (Mimi)
- Bál a Savoyban (Tangolita)
- Képzelt riport egy amerikai popfesztiválról (Eszter)
- Grease (Rizzo)
- Micimackó (Kanga mama)
- A kis herceg (Virág)
- A kaktusz virága (Antonia)
- Padlás (Süni)
- István, a király (Réka)
- Hair (Peggy)
- Mozart (Josepha Weber)
- Szép nyári nap (Margó)
- Ghost (Clara)
- Jézus Krisztus Szupersztár (Mária Magdolna)
- Drakula (Mina)
- Abigél (Torma Piroska)
- Szentivánéji álom (Heléna)
- Miss Saigon (Gigi)
- Pasik a pácban (Mildred)
- Ördögölő Józsiás (Dilló tündér)
- Lili bárónő (Lili)
- A cigánybáró (Saffi)
- Szépség és a Szörnyeteg (Belle, Babette, Komód)
- Cigányszerelem (Zórika)